# Porywanie URL

Przykład typosquattingu

Porywanie URL (ang. URL hijacking, także typosquatting) – technika oszukiwania użytkowników Internetu wykorzystująca typowe błędy literowe popełniane w trakcie wpisywania adresów internetowych w polu adresowym przeglądarki. Przykładowo, można zarejestrować domenę gogle.com lub gogole.com, wykorzystując fakt, że wielu użytkowników popełnia błąd polegający na pominięciu litery o w adresie (częsta wymowa tej nazwy w Polsce jako „gogle”) lub zamianie litery przy szybkim wpisywaniu nazwy google. Domena taka, całkowicie legalna, może oferować rozmaite produkty sprzedawane przez właściciela „błędnej” domeny.
Rejestracja domen internetowych, które są podobne do istniejących znaków towarowych, nazw firm, nazwisk lub pseudonimów, może prowadzić do naruszenia praw własności intelektualnej. W prawie polskim istnieje kilka aktów prawnych umożliwiających ochronę przed takimi naruszeniami:
- Ustawa Prawo własności przemysłowej – stosowana w przypadkach, gdy znak towarowy został oficjalnie zarejestrowany.

- Ustawa o zwalczaniu nieuczciwej konkurencji – chroni oznaczenia przedsiębiorstw przed działaniami konkurencji, które mogą być uznane za nieuczciwe.
- Kodeks cywilny –  ochrona prawa do firmy oraz dóbr osobistych.
- Ustawa Prawo prasowe[4].

W uzasadnieniu wyroku Sądu Apelacyjnego w Warszawie, zachowanie pozwanego, polegające na wykorzystaniu domeny internetowej łudząco podobnej (różniącej się jedynie jedną literą) do firmy strony powodowej oraz domeny internetowej powoda jest czynem nieuczciwej konkurencji w rozumieniu art. 3 ust. 1 ustawy o zwalczaniu nieuczciwej konkurencji, określanym w literaturze mianem typosquattingu. Taka praktyka została uznana za naruszającą dobre obyczaje.